# Iraida Rafaeljewna Jussupowa

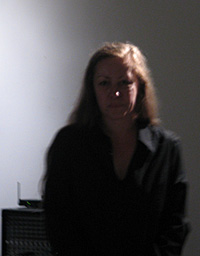
Iraida Rafaeljewna Jussupowa (2008)

Iraida Rafaeljewna Jussupowa (russisch Ираида Рафаэльевна Юсупова; * 20. Februar 1962 in Aşgabat, Turkmenische SSR) ist eine sowjetische bzw. russische Komponistin und Filmregisseurin.

## Leben
Jussupowa aus einer russisch-tatarischen Familie studierte am Moskauer Konservatorium in der Klasse des Komponisten Nikolai Sidelnikow mit Abschluss 1987. Mit einem Stipendium nahm sie 1998 an den Darmstädter Ferienkursen für Neue Musik teil.
Regelmäßig nahm Jussupowa an den Festivals Alternatiwa, Moskauer Herbst, Moskauer Forum und vielen anderen internationalen Musikfestivals teil. In der Zeitung Wremja MN zählten unabhängige Kritiker 2001 Jussupowa zu den 10 bedeutendsten russischen Komponisten. Sie ist Mitglied des Komponistenverbands Russlands (Moskauer Organisation), der Assoziation für Moderne Musik und des Termen-Zentrums.
Jussupowa schuf Bühnenmusiken und Filmmusiken, Elektroakustische Musik, kammermusikalische und sinfonische Werke und Opern. Für die Opern Einstein und Margarita und Planet Pi schrieb Wera Pawlowa die Libretti. Jussupowa komponierte Vokalmusik nach Texten von Percy Bysshe Shelley, Emily Dickinson, Alexander Puschkin, Michail Lermontow, Boris Pasternak, Alexander Wwedenski, Gennadi Aigi, Dmitri Prigow, Wjatscheslaw Kurizyn u. a.
Auch war Jussupowa Regisseurin und Drehbuchautorin der Filme Einschtein i Margarita (2006), Embijent (2009), Ptizy (2011) und Alfawit (2024).